# Международна федерация по футболна история и статистика
Международната федерация по футболна история и статистика (МФФИС) /англ. International Federation of Football History & Statistics (IFFHS)/  е организация, която описва историята на футбола и съставя класации по статистически данни. Основана е на 27 март 1984 г. в Лайпциг от д-р Алфредо В. Пьоге. Била е базирана в Абу Даби за известно време, но през 2010 г. се премества в Бон, (Германия), а след това през 2014 г. в Цюрих (Швейцария). 
Основните статистически данни на МФФИС определят класации за най-добър клубен отбор в света, най-добър национален отбор в света, най-силно национално първенство в света, най-добър играч в света, най-добър млад играч в света (до 20 г.), най-добър плеймейкър в света, най-добър вратар в света, най-добър голмайстор в света, най-добър международен голмайстор в света, най-добър голмайстор в топ първенство в света, най-ефективният голмайстор в топ дивизия в света, световен отбор, световен отбор от млади играч (до 20 г.), най-добър клубен треньор в света, най-добър национален треньор в света, най-добър съдия в света и др. Класирането е за мъже и жени за различни периоди от време (обикновено 1 година, десетилетие или век).
ФИФА признава тази организация като орган, водещ летопис на световния футбол. Тя цитира награди и записи, проведени от МФФИС на техния уебсайт.  Независимо от това, МФФИС не е официално свързана с официални футболни структури (ФИФА и нейните федерации-членки).  Рейтингите на тази организация са съставени по непрозрачна методология и противоречат на рейтингите на континенталните федерации, поради което доверието в IFFHS се поставя под въпрос от редица експерти. 
От ранните си етапи до 2002 г. МФФИС се концентрира върху издаването на тримесечните списания Fußball-Weltzeitschrift, Libero spezial deutsch и Libero international.  Когато те са прекратени поради причини, които не са официално съобщени, организацията публикува своите материали в поредица от многоезични книги в сътрудничество със спонсори.   Статистическата организация вече е ограничила издателската си дейност до уебсайта си.
През 2008 г. Карл Ленарц, спортен историк и професор в университета в Кьолн, Германия, нарича организацията „неизвестна“, и я описва като моноспектакъл на нейния основател Алфредо Пьоге.  Той поставя под въпрос компетентността на ръководителя на организацията и нарича „съмнителни“ различните рейтинги, които тя съставя. Класациите на IFFHS и тяхното значение са предмет на критика и най-голямата германска информационна агенция „Deutsche Presse-Agentur“ отказва да ги публикува.  Германското списание „Шпигел“ нарича IFFHS „съмнителна кантора, управлявана от безумен фанатик“.  Освен това немският Die Tageszeitung заявява, че класацията на ИФФХС служи само за публичност,  въпреки че Билд,  Дойче веле,  Кикер,  Германският футболен съюз (DFB)  и бившият президент от Асоциацията на западногерманските спортни журналисти (на немски: Verbandes Westdeutscher Sportjournalisten – VWS) Хериберт Фасбендер се позовават на МФФИС. 
Алфредо Пьоге умира през 2013 г. След това организацията подновява своята дейност.

## Клубно класиране
От 1991 г. организацията се занимава с месечно класиране на клубовете. Класирането взема предвид резултатите от континентални и междуконтинентални състезания, мачове от национални първенства и национални купи, като се започне от 1/16-финалите.
Всички страни са разделени в 4 категории въз основа на силата на националната лига: клубовете в най-силните лиги получават 4 точки за всеки спечелен мач, 2 точки за равенство и 0 точки за загуба; клубовете от втора категория получават 3 точки за победа, 1,5 за равенство и 0 за загуба.
В континенталните състезания всички клубове получават еднакъв брой точки, независимо от етапа на турнира и силата на лигата, която клубът представлява. Обаче Шампионската лига и Копа Либертадорес носят повече точки от Лига Европа и Копа Судамерикана. За клубовете в Океания, Азия, Северна Америка и Африка броят на точките е значително по-нисък от този за Европа и Южна Америка. Междуконтиненталните състезания се класират според важността на турнира, мачове, които не са организирани от континентална федерация и не са признати от ФИФА, не се вземат предвид.

### Мъжки клубове
| Година | Клуб              | Точки |
| ------ | ----------------- | ----- |
| 1991   | Рома              | 349   |
| 1992   | Аякс              | 358   |
| 1993   | Ювентус           | 372   |
| 1994   | Пари Сен Жермен   | 334   |
| 1995   | Милан             | 367   |
| 1996   | Ювентус           | 335   |
| 1997   | Барселона         | 307   |
| 1998   | Интер             | 326   |
| 1999   | Манчестър Юнайтед | 492   |
| 2000   | Реал Мадрид       | 327   |
| 2001   | Ливърпул          | 358   |
| 2002   | Реал Мадрид       | 312   |
| 2003   | Милан             | 295   |
| 2004   | Валенсия          | 274   |
| 2005   | Ливърпул          | 317   |
| 2006   | Севиля            | 295   |
| 2007   | Севиля            | 306   |
| 2008   | Манчестър Юнайтед | 292   |
| 2009   | Барселона         | 341   |
| 2010   | Интер             | 300   |
| 2011   | Барселона         | 367   |
| 2012   | Барселона         | 307   |
| 2013   | Байерн            | 360   |
| 2014   | Реал Мадрид       | 384   |
| 2015   | Барселона         | 379   |
| 2016   | Атлетико Насионал | 383   |
| 2017   | Реал Мадрид       | 328   |
| 2018   | Атлетико Мадрид   | 289   |
| 2019   | Ливърпул          | 316   |
| 2020   | Байерн            | 260   |
| 2021   | Палмейрас         | 322   |
| 2022   | Фламенго          | 299   |
| 2023   | Манчестър Сити    |       |
| 2024   | Реал Мадрид       |       |

| Клуб              | Приз 1, 2, 3 | Години                                                         |
| ----------------- | ------------ | -------------------------------------------------------------- |
| Реал Мадрид       | 5 1          | 2000, 2002, 2014, 2017, 2024 2003, 2011, 2013, 2016, 2018 1992 |
| Барселона         | 5 2 4        | 1997, 2009, 2011, 2012, 2015 2001, 2019 1993, 1996, 2010, 2016 |
| Ливърпул          | 3 0 2        | 2001, 2005, 2019 - 2008, 2022                                  |
| Байерн            | 2 3          | 2013, 2020 2008, 2010, 2014 1998, 2001, 2005                   |
| Ювентус           | 2 3 0        | 1993, 1996 1995, 1997, 2015 -                                  |
| Манчестър Юнайтед | 2 3          | 1999, 2008 2002, 2007 2004, 2009, 2017                         |
| Милан             | 2            | 1995, 2003 1992, 1993 1994, 2007                               |
| Интер             | 2 0          | 1998, 2010 2005, 2006 -                                        |
| Севиля            | 2 0          | 2006, 2007 -                                                   |

#### Континентални мъжки клубове на века (1901–2000)
През 2009 г. МФФИС публикува резултатите от поредица от статистически проучвания, които определят най-добрите континентални клубове на ХХ век.  Класирането не отчита представянето на отборите в националните футболни турнири (освен в клубното класиране на Океания поради ограничени издания, провеждани в клубните състезания на OFC), представянето в междуконтиненталните или световните клубни състезания или тези, представени в клубната световна класация на IFFHS , предлага се от 1991 г. 
Въз основа на това проучване, което използва средноаритметична оценка, прилагана за всяко анализирано състезание, долупосочените шест клуба са обявени за „континентални клубове на века“ от МФФИС между 10 септември и 13 октомври 2009 г. Тези клубове са наградени със златен трофей и сертификат по време на Световната футболна гала, отпразнувана във Фулъм, Лондон, на 11 май 2010 г. 
| Континент    | Клуб              |
| ------------ | ----------------- |
| Eврoпа       | Реал Мадрид       |
| Южна Aмeрикa | Пенярол           |
| Aфрикa       | Aсанте Котоко     |
| Aзия         | Ал-Хилал          |
| КОНКАКАФ     | Депортиво Саприса |
| Oкeaния      | Саут Мелбърн      |

#### Най-добрият мъжки клуб на десетилетието
През 2012 г. МФФИС признава Барселона за Най-добрия клубен отбор в света на десетилетието за първото десетилетие на XXI век (2001–2010).  През 2021 г. Барселона е признат за най-добрия клуб в света и за второто десетилетие (2011–2020 г.).
| Десетилетие | Свят      | Eвропа    | Южна Америка | КОНКАКАФ | Aфрикa           | Aзия                 | Oкeaния     |
| ----------- | --------- | --------- | ------------ | -------- | ---------------- | -------------------- | ----------- |
| 2001–2010   | Барселона | Барселона | Бока Хуниорс | Америка  | Ал Ахли          | Ал-Хилал             | Окланд Сити |
| 2011–2020   | Барселона | Барселона | Гремио       | УАНЛ     | Есперанс Спортив | Чонбък Хюндай Моторс | Окланд Сити |